# Tahar Chérif El-Ouazzani
Tahar Chérif El-Ouazzani (àrab: الطاهر شريف الوزاني)  (Orà, 7 d'octubre de 1966) és un exfutbolista algerià de la dècada de 1990.
Fou internacional amb la selecció d'Algèria. Pel que fa a clubs, destacà a Raja Casablanca i MC Oran.
Trajectòria com a entrenador:
- 2003-2008: OM Arzew
- 2008: MC Oran
- 2009-2010: ASM Oran
- 2010-2011: MC Oran
- 2013-2014: RC Arbaâ
- 2015-2016: Paradou AC
- 2016-avui: USM Bel-Abbès